# Tylko miłość (dramat)
Tylko miłość (niem. Alles Liebe) – sztuka teatralna autorstwa René Heinersdorffa, wystawiona po raz pierwszy 5 października 2006 roku w Contra-Kreis-Theater w Bonn. Polska prapremiera miała miejsce 28 września 2018 roku w Teatrze Małym w Łodzi.

## Opis fabuły
Bohaterami sztuki są dwa małżeństwa, połączone romansem, do którego doszło między żoną z jednego związku i mężem z drugiego. Zdradzany mąż po jakimś czasie orientuje się, co się dzieje i alarmuje zdradzaną żonę, która początkowo przyjmuje rzekomą niewierność swego małżonka z niedowierzaniem. Tymczasem para kochanków, choć jest między nimi dużo namiętności, stopniowo uświadamia sobie, że pomimo tego nieodpowiedzialnego skoku w bok oboje nadal kochają swoich zaślubionych partnerów. Z czasem okazuje się, że nikt w tej czwórce nie ma do końca czystego sumienia. 

## Polski przekład i inscenizacja
Autorem polskiego przekładu jest Jacek Kaduczak, który zmienił imiona wszystkich bohaterów na polskie.  Reżyserem prapremierowej inscenizacji w Łodzi był Mariusz Pilawski, zaś w czterech głównych rolach wystąpili Magdalena Drewnowska, Agnieszka Smolak-Stańczyk, Michał Kruk i Witold Łuczyński. Inscenizację opatrzono zapisywanym w nawiasie podtytułem sceny z życia małżeńskiego. 